# Němota
Němota je ztráta schopnosti mluvit nebo se dorozumívat s použitím běžné řeči, na rozdíl od hluchoty je však zachován sluch. Němí lidé tudíž slyší, ale nemluví. Ztráta řeči se může buď projevit jako neschopnost mluvit běžným jazykem s tím, že postižený dokáže vydávat zvuky. Někdy ale postižený není schopen mluvit ani vydávat jakékoli zvuky. Takto postižení lidé na rozdíl od neslyšících slyší, co jim okolí říká, ale nemohou s ním komunikovat za pomocí svého vlastního hlasu.

## Příčiny
Němota má několik příčin stejně jako hluchota či slepota. Mezi ty nejznámější patří:
- úrazy – postižený ztratil řeč poraněním hrtanu a hlasivek nebo jazyka, který je také nedílnou součástí našeho hlasu, příčinou může být i porušení centra řeči v mozku.
- onemocnění hlasového ústrojí – nádorová onemocnění hrtanu a hlasivek.
- duševní poruchy – např. schizofrenie.

## Komunikace s němými
Němý člověk se svým okolím může komunikovat buď:
- psacími prostředky – S okolním světem komunikuje s pomocí papíru, kam napíše, co chce okolí říct ve slovech či větách. Tato komunikace je jednoduchá, protože se okolí nemusí učit znakový jazyk, je ale bohužel nepohodlná, nákladná na spotřebu papíru a nevhodná v situacích, kdy žádný papír nemáme při ruce.
- znakový jazyk – Pro komunikaci se používá znakový jazyk stejně jako při komunikaci s osobou sluchově postiženou. Je to snadnější způsob komunikace, ale obtížné pro ty, kteří znakový jazyk neovládají.